# Literatur- und Kunstpreis der Stadt Weimar
Der Literatur- und Kunstpreis der Stadt Weimar war in der DDR ein durch die Stadtverordnetenversammlung und dem Rat der Stadt Weimar ein Preis als „Ausdruck für die vielfältige Förderung des künstlerischen Schaffens“ alljährlich verliehene Auszeichnung an Einzelpersonen und Kollektive. Er wurde am Vorabend des Nationalfeiertages der DDR verliehen.
Die ersten Preisträger waren 1958 Otto Englberger, Siegfried Tschierschy und Walter Arnold. Die Erstverleihung steht im offensichtlichen Zusammenhang mit der Gestaltung des Buchenwaldplatzes, welche diese ausführten. Am 3. Oktober 1990 wurde Jutta Hecker als Erste mit dem Literatur- und Kunstpreis Weimars oder Weimar-Preis geehrt. Die DDR hatte aufgehört zu existieren. Seit diesem Zeitpunkt ist der Nachfolger des Literatur- und Kunstpreises der Stadt Weimar der Weimar-Preis.

## Liste der Preisträger (unvollständig)
- 1958 Otto Englberger, Siegfried Tschierschy und Walter Arnold
- 1959 Louis Fürnberg[4]
- 1960 Armin Müller
- 1961 Bruno Hinze-Reinhold, Fritz Ehlers
- 1962 Harry Thürk, Wolfgang Vulpius
- 1963 Otto Paetz, Alexander von Szpinger
- 1964 Schauspielkollektiv des Deutschen Nationaltheaters Weimar, Günter Fredrich
- 1965 Nationale Forschungs- und Gedenkstätten der klassischen deutschen Literatur in Weimar
- 1966 Franz Havemann, Walther Victor
- 1967 Nohra-Ensemble der sowjetischen Streitkräfte
- 1968 Weimarer Singakademie an der Kranz-Liszt-Hochschule, Engelbert Schoner
- 1969 Ilse Englberger
- 1970 Pionierchor Weimar, Walter Draeger
- 1971 Brigade „Ottmar Gerster“ aus dem VEB Weimar-Werk, Johannes-Ernst Köhler
- 1972 Kunstsammlungen zu Weimar
- 1973 Otto Lang, Tina Bauer-Pezellen
- 1974 Zirkel schreibender Arbeiter des VEB Weimar-Werk unter der Leitung von Walter Stranka[5]
- 1975 Wolfgang Schneider, Gottfried Schüler, Johann Cilensek
- 1976 Wolfgang Held, Opernensemble des Deutschen Nationaltheaters
- 1977 Siegfried Terber
- 1978 Inge von Wangenheim
- 1979 Karl-Heinz Hahn
- 1980 Walter Dietze[6]
- 1981 Horst Hausotte,
- 1982 Robert Werner Wagner
- 1983 Karl Dietrich, Wulf Kirsten, Hannes Bosse[7]